# Locus (biologie)

Componenten van chromosoom:
(1) Chromatide
(2) Centromeer
(3) Korte (p) arm
(4) Lange (q) arm

Locus (meervoud: loci, Latijn, plaats) is de vaste positie waar een gen of een andere reeks nucleotiden zich op een chromosoom bevindt. Varianten op de DNA sequentie van een locus zijn allelen. Een geordende lijst van bekende loci voor een bepaald genoom is een genetische kaart. Het eerste gen krijgt locus 0 en het laatste locus 100. De overige genen krijgen als locus hun afstand in centimorgan tot het eerste gen.

## Nomenclatuur

Voorbeeld

De chromosomale locus van een gen kan bijvoorbeeld zijn 6p21.3.
| Component | Verklaring |
| --------- | --- |
| 6         | Het chromosoomnummer |
| p         | De locus bevindt zich op de korte arm van het chromosoom (p staat voor petit uit het Frans); q wordt gebruikt voor de lange arm |
| 21.3      | Het nummer na de letter stelt de positie op de arm voor: band 21, sub-band 3. De banden zijn zichtbaar onder een microscoop als de chromosomen op een bepaalde manier worden gekleurd. Elke band is genummerd, beginnend met 1 voor de locus die zich het dichtst bij de centromeer bevindt. Sub-banden zijn alleen zichtbaar onder hogere resoluties |

De uiteinden van een chromosoom worden wel gelabeld als ptel en qtel die verwijzen naar de telomeer, waarbij 2qtel verwijst naar de telomeer van de lange arm van chromosoom twee.